# Tubo (Abra)
Tubo é um município de  quarta classe de renda municipal (d) na província Abra, nas Filipinas. De acordo com o censo de 1 de maio  de  2020 possui uma população de 5 674 pessoas e 1 028 domicílios.